# Arruás
Arruás es una aldea situada en la parroquia de Alberguería, del municipio de español de Villar de Barrio, en la provincia de Orense, Galicia.

## Demografía
| Gráfica de evolución demográfica de Arruás entre 2000 y 2023 |
|                                                              |
| Datos según el nomenclátor publicado por el INE.             |